# Pepelka
Ta članek vsebuje primerjavo Pepelke (Jakoba in Wilhelma Grimma) s slovensko ljudsko pravljico Mačeha in pastorka.
Pepelka bratov Grimm je klasična avtorska pravljica, torej je avtor znan; Mačeha in pastorka pa je slovenska ljudska pravljica, za katero je značilno, da je avtorstvo neznano.

## Obnove književnih del
1. Jacob in Wilhelm Grimm: Pepelka (kratka obnova)
Živel je bogat mož, kateremu je zbolela žena. Na smrtni postelji je mati dejala svoji hčeri, Pepelki: »Ljubo dete, ostani krotka in dobra in ljubi Bog te bo čuval, jaz pa bom gledala nate iz nebes in bom vedno v tvoji bližini.«
Oče se je nato znova poročil; nova žena je s sabo pripeljala dve hčeri, ki sta bili lepi, a grdega in črnega srca. 
Pepelka je morala opravljati vsa hišna dela. Vedno je bila prašna in umazana od pepela. 
Ko je moral oče oditi na sejem, sta si pastorki zaželeli lepih oblek in biserov ter dragih kamnov. Pepelka pa si je zaželela prvi prot, ki bo očeta oplazil na poti domov. Tako ji je prinesel leskovo mladiko. Pepelka jo je zasadila na materin grob; vsak dan jo je zalivala s svojimi solzami. Zraslo je drevo, na katerega je vsakič priletela bela ptičica, ki je Pepelki uresničila vsako željo.
Nekega dne je kralj priredil tridnevno praznovanje, na katerega so bile povabljene najlepše deklice v deželi, da bi si kraljevič lahko izbral nevesto.
Seveda je hotela iti tudi Pepelka, vendar ji mačeha ni dovolila. Dajala ji je nemogoče naloge (stresla ji je skledo leče v pepel, da jo mora prebrati). Vendar je vse to opravila s pomočjo ptic. Kljub temu pa ni smela iti. Zato je prosila ptico na drevesu, da ji da obleko za na ples. Dobila je zlato in srebrno obleko, ter s svilo in srebrom izvezene čeveljce.
Na plesu jo je kraljevič takoj opazil in hotel plesati le z njo. Nihče je ni prepoznal. Po plesu je Pepelka ušla tako, da je skočila v golobnjak.
Naslednji dan se je zgodba ponovila; kraljeviču je ušla tako, da je skočila na drevo in spet je ni mogel najti.
Tretji večer je dobila še čudovitejšo obleko in zlate čeveljce. Kraljevič je dal že prej namazati stopnice s smolo, tako da je Pepelka med begom izgubila zlat čeveljček. 
Naslednji dan je kraljevič s pomočjo čeveljčka iskal svojo nevesto. Prva lepa sestra si je odrezala palec na nogi, da ji je bil čeveljček prav. Druga si je odrezala del pete. Vendar je ptiček na veji kraljeviča vedno opozoril, da to ni prava nevesta, saj ima kri v čeveljčku. Zadnja je poskusila še Pepelka in bil ji je kot ulit. Tako se je našla prava nevesta in vsi so bili presenečeni.
Na poroki sta se hudobni sestri prilizovali Pepelki; vsaka jo je spremljala na eni strani. Goloba sta jima na poti v cerkev izkljuvala oči; tako sta zaradi hudobije in hinavščine ostali slepi vse svoje žive dni.
2. Mačeha in pastorka
Mačeha je imela pastorko in svojo hčer. Na božič je poslala pastorko jagode brat in na pot ji je dala prosenega kruha. Pastorka je žalostna šla po poti. Srečala je starega moža. Bil je Jug.
-	Kam greš? jo je vprašal Jug.
-	Mati me je odpravila jagode brat, mu odgovori pastorka.
Nato spet vpraša Jug:
-	Kateri vetrovi so najboljši?
-	Vsi so dobri, Jug je pa najboljši, odgovori deklica.
-	Stopi za moj hrbet, ji pravi Jug.
Stopila je za njegov hrbet, on je puhnil in kmalu so jagode dozorele. Nabrala jih je polno košarico, nesla domov ter dala mačehi.
Mačeha pa ji je bila nevoščljiva in je poslala svojo hčer jagode brat. Hčeri pa je spekla potico za na pot.
Hčerka je srečala Burjo, ki jo je vprašala:
-	Poslušaj, ti, in povej, kateri vetrovi so najboljši?
-	Vsi so zli, Burja je pa najslabša, je zarobantila mačehina hči.
Nato je Burja tako mrzlo zapuhala okoli nje, da je prišla domov vsa premražena.

## Stith Thompson- motivi v Grimmovi Pepelki
- trpinčenje junakinje;
- junakinja mora živeti pri ognjišču;
- darilo, za katero prosi očeta;
- leskova mladika, ki jo posadi na materinem grobu;
- naloge, ki jih zadajo junakinji;
- živali, ki ji pomagajo, da jih opravi;
- mati je preobražena v drevo, ki ga je Pepelka vzgojila na njenem grobu, in jo obdaruje s čudovitimi oblekami;
- srečanje na plesu;
- Pepelka trikrat pobegne s plesa;
- Pepelka se skriva, najprej v golobnjaku in nato v krošnji hruške, ki ju oba podre njen oče;
- past iz smole in izgubljeni čeveljček;
- pomerjanje čeveljčka;
- sestri si pohabita noge in sta sprejeti kot (lažni) nevesti;
- živali razkrijejo prevaro;
- srečen zakon;
- hudobnici doleti zaslužena kazen;

## Bruno Bettelheim- motivi, ki se pojavljajo v pravljicah o Pepelki in njihov pomen
Bruno Bettelheim se je osredotočil predvsem na Pepelko bratov Grimm.
- Pepelka je zgodba o trpljenju in upanju.
- Pepelka naj bi med vsemi pravljicami najbolj posredovala notranja doživetja majhnega otroka; bistvena je tekmovalnost med brati in sestrami (Ojdipov konflikt – Sigmund Freud).
- Govori o ponižni junakinji, ki na koncu slavi zmago nad sestrama, ki sta prej z njo grdo ravnali.
- Otrok skozi pravljice spozna, da poleg čarovnic obstajajo tudi dobre vile, ki imajo nad njimi premoč (otroku to daje neko varnost, saj verjame, da mu bo vedno nekdo pomagal).
- Otrok dojema mater kot dve različni osebi: dobro mater in »hudobno mačeho«, na katero se lahko jezi.
- Pomemben motiv je tudi ta, da je Pepelka živela ob ognjišču; večinoma to dojemamo kot nekaj slabega, ponižujočega; vendar je bil v zgodovini varuhinja ognjišča eden najbolj cenjenih položajev, ki ga je lahko dosegla ženska. V številnih družbah se je pepel tudi uporabljal pri obrednem umivanju; bil je sredstvo, s katerim se je človek očistil. Pepel pa je tudi znak žalovanja. »Pepel si in v pepel se povrneš« - življenje v pepelu lahko simbolizira lepe čase, ki smo jih preživeli z materjo, pa tudi globoko žalovanje za osebno bližino z materjo, ki smo jo izgubili, ko smo odrasli, kar simbolizira materino »smrt«.
- Zasledimo lahko tudi preobrazbo matere v žival ali drevo; simbolična zamenjava prvotne matere je z živaljo, ki daje mleko (krava, koza)- potreba po negi in bližini.
- Pepelka s svojim begom sporoča, da želi biti izbrana takšna, kakršna v resnici je, ne pa zaradi sijajnega videza. Njen beg pa lahko razumemo tudi kot obvarovanje svoje deviškosti.
- Včasih so po splošno sprejetem vzoru ženske povezovali z drobno postavo; zato daje Pepelki drobno stopalo izredno ženskost.

## Primerjava obeh pravljic
Ker je Mačeha in pastorka ljudska pravljica, pomeni, da se je razširila in ohranila vse do danes s pomočjo pripovedovanja. V primerjavi se upošteva zapis te pravljice v knjigi Babica pripoveduje (izbrala in uredila Kristina Brenkova). Je belokranjska pravljica, ki jo je zapisal Ivan Šašelj, vendar se ga ne more upoštevati kot avtorja. 
Pepelka pa je klasična avtorska pravljica bratov Grimm. Obstaja več različic Pepelke, vendar je v tem primeru obravnavana le pravljica bratov Grimm.
Če na njiju gledamo samo kot na pravljico, najdemo veliko podobnosti. V obeh pravljicah predstavljata glavne osebe mačeha in pastorka. V Pepelki imajo sicer veliko vlogo tudi mačehini hčeri. V obeh primerih predstavlja mačeha izrazito negativen književni lik, pastorka (Pepelka) pa pozitiven književni lik. Za njo je značilno, da nikomur noče storiti žalega, je dobra, bogaboječa in skromna. Pomembna je tudi vloga vetra v Mačehi in pastorki; Jug je topel veter, prinaša nekaj lepega. Burja pa je hladna, ne prinaša nič dobrega. Oba vetrova sta odraz osebnosti pastorke in druge hčere (z vetrovoma lahko prikažemo njuno osebnost).
V obeh primerih lahko rečemo, da gre za socialno pravljico, ki prikazuje boj med siromaki in bogatini; prikazuje pa tudi družinsko tematiko (razmere in odnosi v družini).
Konec Mačehe in pastorke nam da jasno vedeti, da tisti, ki je dober in prijazen, dobi povrnjeno vse dobro. Konec Pepelke se ne razlikuje veliko, vendar je potrebno tu omeniti še poroko Pepelke in kraljeviča, ki predstavlja enega od tipičnih koncev pravljice.
Obe pravljici nosita enako sporočilo: dobro se z dobrim poplača, slabo s slabim. Na koncu vsak dobi tisto, kar si zasluži. Torej lahko rečemo, da pravljici nosita v sebi vzgojni in moralni koncept.

## Ostale različice Pepelke
- Rhodopsis (egipčanska različica)
- Yeh-Hsien (kitajska različica)
- Mačka Pepelka (Giambattista Basile)
- Pepelka (Roald Dahl)
- Mačoha (Matevž Ravnikar-Poženčan) – slovenska
- Pepelka (Charles Perrault)

Obstaja pa še veliko drugih del, ki vsebujejo motive Pepelke. Skoraj v vsaki svetovni kulturi bi našli eno različico.